# Tomáš Čapka
Tomáš Čapka (* 28. března 1971) je bývalý český fotbalový záložník.

## Fotbalová kariéra
Hrál za SK Sigma Olomouc, na vojně za FC Union Cheb, vrátil se do SK Sigma Olomouc. Dále hrál za FC Karviná Vítkovice, TJ Slušovice a Svit Zlín. V československé a české lize nastoupil celkem ve 44 utkáních a dal 6 gólů. V Poháru UEFA nastoupil za Olomouc v roce 1992 v jednom utkání proti týmu FC Universitatea Craiova a dal 1 gól.

## Ligová bilance
| Ročník                                   | Zápasy | Góly | Klub             |
| ---------------------------------------- | ------ | ---- | ---------------- |
| 1. československá fotbalová liga 1989/90 | 4      | 0    | SK Sigma Olomouc |
| 1. československá fotbalová liga 1990/91 | 1      | 0    | SK Sigma Olomouc |
| 1. československá fotbalová liga 1991/92 | 1      | 0    | SKP Union Cheb   |
| 1. československá fotbalová liga 1991/92 | 2      | 0    | SK Sigma Olomouc |
| 1. československá fotbalová liga 1992/93 | 16     | 4    | FC Vítkovice     |
| 1. česká fotbalová liga 1993/94          | 12     | 1    | FC Vítkovice     |
| 1. česká fotbalová liga 1995/96          | 9      | 2    | FC Svit Zlín     |
| CELKEM                                   | 45     | 7    |                  |